# Museo delle arti orientali Ferenc Hopp
Il museo delle arti orientali Ferenc Hopp (in ungherese Hopp Ferenc Kelet-Ázsiai Művészeti Múzeum) è situato sul viale Andrássy Út, a Budapest, non distante dalla Piazza degli Eroi.
Ferenc Hopp, vissuto tra il 1833 e il 1919, ricco mercante proprietario di un negozio di ottica, fu il primo grande viaggiatore ungherese. La sua collezione con più di 20 000 pezzi provenienti dai Paesi dell'Asia orientale, come l'India, la Cina e il Vietnam, fu lasciata alla nazione.
Gli oggetti più piccoli e i manufatti sono esposti nella villa, mentre il giardino ospita grandi sculture in pietra e frammenti architettonici.